# Apollon (Russisch literair tijdschrift)

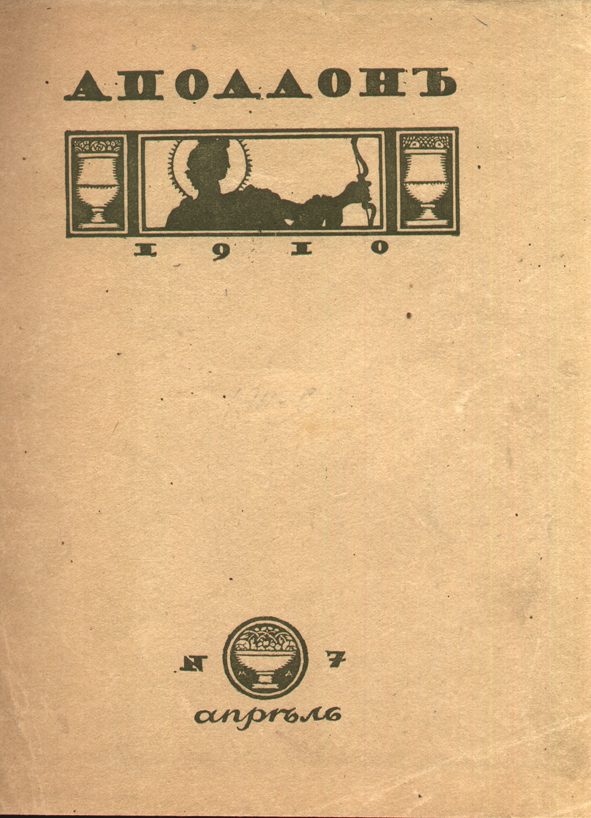
« Apollon » 1910

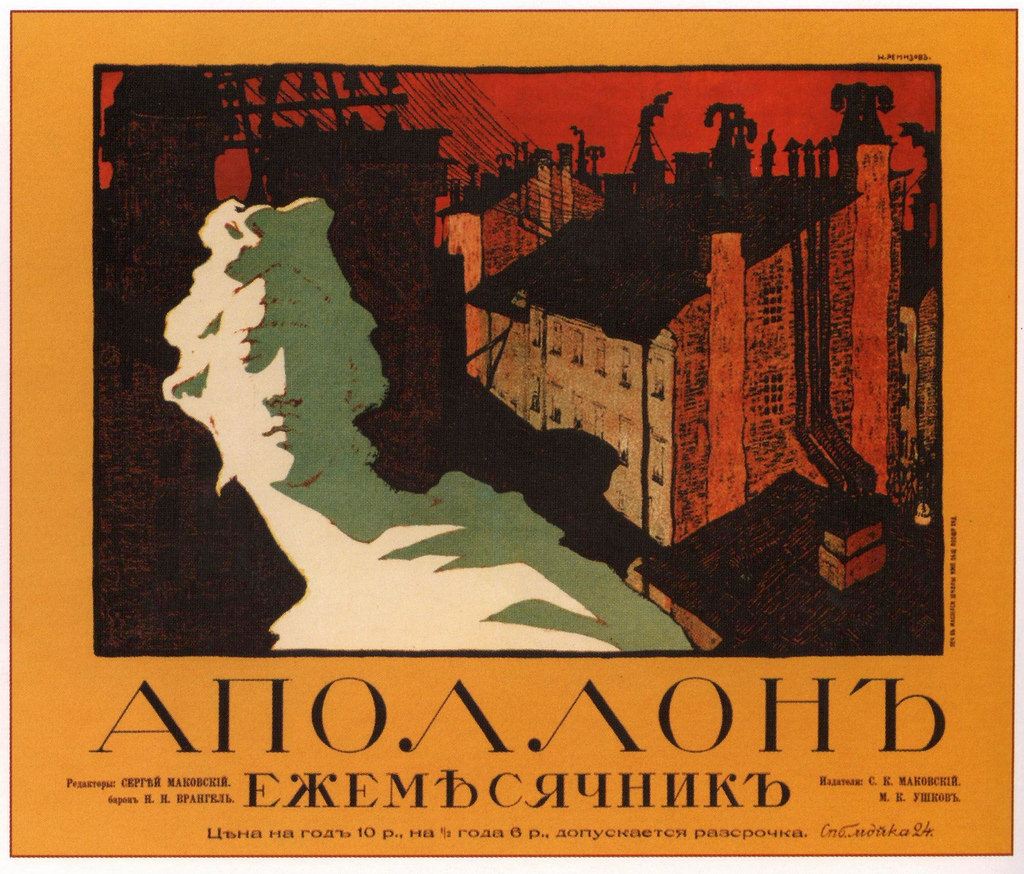
« Apollon », 1911.

Apollon (Russisch: Аполло́н) was een geïllustreerd Russisch tijdschrift voor literatuur, schilderkunst, muziek en toneel. Het verscheen van 1909 tot 1917 in Sint Petersburg. Het staat vooral bekend als podium van het acmeïsme (акмеизм), een literaire stroming die ontstond in het begin van de 20e eeuw.

## Podium van het Acmeïsme
De redacteur en uitgever was Sergej Makovski, zoon van de realistische schilder Konstantin Makovski.
Het tijdschrift presenteerde verschillende kunststromingen in Rusland uit het begin van de 20e eeuw. Zo maakte het zijn lezers bijvoorbeeld bekend met het Russisch symbolisme.
In het eerste nummer van 1910 was een bijdrage van Michail Koezmin opgenomen: Over harmonieuze klaarheid (О прекрасной ясности), waarin hij voor 'klaarheid' (duidelijkheid, helderheid, begrijpelijkheid) en eenvoud in de kunst pleitte en afstand nam van pogingen naar het onkenbare, door middel van symbolen, te verwijzen. Hoewel in zijn tekst het woord acmeïst niet voorkomt, is het in die geest geschreven.
In het eerste nummer van 2013 werd in het Manifest De nalatenschap van symbolisme en acmeïsme (Наследие символизма и акмеизм), aangeboden door Nikolaj Goemiljov, de term 'acmeïsme' openbaar. Goemiljov zegt in deze tekst materiaal te hebben ontleend aan Osip Mandelstam en Sergej Gorodetsky. Met Gorodetsky zou hij de tekst hebben opgesteld in het Petersburgse etablissement De verdwaalde hond. Het acmeïsme verwierp het symbolisme. Het probeerde door zorgvuldige en eenvoudige beschrijvingen het aanwezige en sublieme in de werkelijkheid te tonen.
Goemiljov geeft in zijn manifest als voorbeeld een wedervraag van Francois Villon: "Ou sont les neiges d'antan?" (Waar is de sneeuw van vroeger?), die ons meer beweegt dan een antwoord dat ons vertelt aan welke kant van de maan zielen van overledenen verblijven.
Het acmeïsme was anders dan de Russische avant garde, die zich ook afzette van het symbolisme, maar dit deed door de werkelijkheid te herscheppen.
Makovski hield niet van de avant-garde, die in de Vereniging van de Jeugd haar eigen platform had, al liet hij incidenteel wel werk van Vladimir Tatlin en Wassily Kandinsky toe. Hij schiep een elegante en enigszins conservatieve sfeer, waarin de Acmeïsten zich thuis voelden.
Het tijdschrift publiceerde werk van Innokenti Annenski, Michail Koezmin (de voorlopers) en van Nicolaj Goemiljov, Aleksandr Blok, Georgi Ivanov en anderen.
In het Rusland van na de Oktoberrevolutie was geen plaats meer voor dit tijdschrift.